# Szereszowce
Szereszowce (biał. Шарашоўцы, Szaraszoucy; ros. Шерешовцы, Szereszowcy) – wieś na Białorusi, w obwodzie brzeskim, w rejonie małoryckim, w sielsowiecie Czerniany.

## Historia
W dwudziestoleciu międzywojennym zaścianek leżący w Polsce, w województwie poleskim, w powiecie kobryńskim, w gminie Oziaty. Po II wojnie światowej w granicach Związku Sowieckiego. Od 1991 w niepodległej Białorusi.